# روبرت جونستون (سياسي)
روبرت جونستون (بالإنجليزية: Robert Johnston)‏ هو قاضي ومحامي وسياسي أمريكي، ولد في 14 أكتوبر 1818 في مقاطعة روكبريج في الولايات المتحدة، وتوفي في 6 نوفمبر 1885 في هاريسونبورغ في الولايات المتحدة بسبب سل.